# 가즈에촌
가즈에촌(和会村)은 아이치현 헤키카이군에 설치되었던 촌이다. 현재의 도요타시 남부에 해당한다.